# Thần kinh chi phối tay người

Sơ đồ cảm giác bì ở tay người, bên phải

Cảm giác bì là sự chi phối cảm giác một vùng da của một dây thần kinh cụ thể.
Các văn bản y học hiện đại đã thống nhất các vùng của da được thần kinh chi phối, nhưng một số chi tiết có sự thay đổi. Trong sách Giải phẫu Gray năm 1918, các đốt da được phác họa tương tự nhưng không hoàn toàn giống với đốt da được chấp nhận ngày nay.

## Vùng cánh tay và vùng vai
- Thần kinh trên đòn (màu vàng)
- Thần kinh nách (màu xanh). Thần kinh bì cánh tay trên ngoài.
- Thần kinh bì cánh tay dưới ngoài. Màu xanh, nhưng thực ra là nhánh từ thần kinh quay.
- Thần kinh gian sườn (màu tím)
- Thần kinh bì cánh tay trong (màu vàng)
- Thần kinh bì cánh tay sau (màu hồng) -  trên sơ đồ không phân biệt rõ ràng với thần kinh bì cẳng tay sau

## Vùng cẳng tay
- Thần kinh bì cẳng tay ngoài (màu tím), một nhánh của thần kinh cơ bì.
- Thần kinh bì cẳng tay trong (màu xanh lá cây), một nhánh của bó trong.
- Thần kinh bì cẳng tay sau (màu hồng), nhánh của thần kinh quay.

## Vùng bàn tay
- Nhánh nông của thần kinh quay (màu hồng) - nhánh mu ngón tay
- Thần kinh giữa (màu vàng) - nhánh gan ngón tay
- Nhánh nông của thần kinh trụ (màu xanh) - nhánh gan ngón tay